# Idioma bea
Aka-bea (también conocido como Bea) es una lengua extinta de las islas Andamán, en la India. 